# Raión de Valuiki
El raión de Valuiki (ruso: Валу́йский райо́н) es un distrito administrativo (raión) ruso perteneciente a la óblast de Bélgorod. Comprende un conjunto de áreas rurales ubicadas en torno a la ciudad de Valuiki, que a efectos administrativos (desconcentración) no forma parte del raión pero alberga su sede administrativa, quedando la ciudad en sí en un enclave en la parte oriental del raión. Sin embargo, desde 2018 se ha fusionado el ayuntamiento urbano de Valuiki con los quince ayuntamientos que había en el raión (el asentamiento de tipo urbano de Urázovo y catorce asentamientos rurales), por lo que todo el conjunto comparte un único autogobierno local bajo la forma jurídica de ókrug urbano (Валу́йский городско́й о́круг).
En 2021, el ókrug urbano tenía una población de 65 953 habitantes, de los cuales 34 568 vivían en el territorio administrativo urbano separado de la ciudad de Valuiki (que incluye tres pedanías rurales), 8570 en el territorio urbano propio del raión administrativo (el antiguo ayuntamiento urbano de Urázovo, con cinco pedanías rurales) y los restantes 22 815 en el territorio rural propio del raión administrativo (que comprende 87 localidades rurales). Las principales localidades de la parte rural del raión son Sheláyevo (de algo más de dos mil habitantes), Rozhdéstveno y Dvúluchnoye (estas dos últimas de unos mil cuatrocientos habitantes cada una).

## Situación militar desde 2022
El raión se ubica en uno de los lugares más peligrosos de Rusia desde que se produjo la invasión rusa de Ucrania de 2022. Su territorio es fronterizo al sur con Ucrania, concretamente con la óblast de Járkov al suroeste y con la óblast de Lugansk al sureste. En 2022, las tropas rusas invadieron casi toda la óblast de Lugansk y anexionaron la zona a Rusia sin el consentimiento de las autoridades ucranianas, declarando que pasaba a ser un territorio ruso bajo la denominación de "República Popular de Lugansk", lo que ha eliminado de facto el carácter fronterizo de esta parte suroriental del raión de Valuiki. Aunque las zonas vecinas de Járkov no han sido objetivo de la anexión rusa, las tropas rusas han ocupado la zona fronteriza de Tavilzhanka, que desde finales de 2022 marca el límite norte de la línea de frente de la guerra ucraniana. Los combates en la zona cercana al raión de Valuiki han sido desde entonces continuos, pues hay tanto tropas rusas como ucranianas atacándose continuamente, y ha habido ataques en diversos momentos en el territorio de Valuiki.